# Амогаварша
Амогаварша I (800—878 CE) — імператор Раштракутів, найвидатніший правитель династії та один з наймогутніших імператорів Індії.

## Правління
Його правління тривало 64 роки. За часів його володарювання з'явилось багато каннадських і санскритських науковців, у тому числі видатний індійський математик Магавіра, відомий своєю працею Ґаніта-сара-самграха, Джінасена, Вірасена, Шакатаян і Шрі-Віджая (теоретик мови каннада). Сам Амогаварша I також був науковцем і поетом. Він написав (можливо, у співавторстві) Кавіраджамарга, найдавніший літературний твір мовою каннада, що зберігся і Prashnottara Ratnamalika, релігійну працю санскритом.
Амогаварша перемістив столицю імперії з Маюркханді (округ Бідар) до Маньякхети (округ Гулбарга, штат Карнатака). Арабський мандрівник Сулейман змальовував Амогаваршу як одного з чотирьох наймогутніших правителів світу. Також Сулейман писав, що Амогаварша поважав мусульман і навіть будував мечеті у своїх містах. За його релігійні вподобання, цікавість до образотворчого мистецтва й літератури, а також за його миролюбну вдачу історик Панчамукхі порівнював Амогаваршу з легендарним царем Ашокою й називав «Ашокою півдня».